# Domenico Sigalini
Domenico Sigalini (Dello, 7 giugno 1942) è un vescovo cattolico italiano, dal 31 luglio 2017 vescovo emerito di Palestrina.

## Biografia
Nasce a Dello, in provincia e diocesi di Brescia, il 7 giugno 1942.

### Formazione e ministero sacerdotale
Compie gli studi liceali e filosofici nel seminario diocesano di Brescia.
Il 23 aprile 1966 è ordinato presbitero a Dello.
Da dopo l'ordinazione e fino al 1969 ricopre l'incarico vicario cooperatore festivo a Frontignano e Bargnano di Corzano e, dal 1967 al 1991, insegna matematica nel seminario di Brescia; nel 1971 si laurea in matematica all'Università degli Studi di Milano.
Dal 1971 al 1974 è vice-rettore del seminario vescovile. Dal 1974 al 1980 è vice-assistente diocesano dell'Azione Cattolica di Brescia; dal 1980 al 1991 ne è assistente.
Nel 1991 viene chiamato a Roma a dirigere il Servizio nazionale per la pastorale giovanile della Conferenza Episcopale Italiana. Partecipa all'organizzazione delle giornate mondiali della gioventù di Denver (1993), Manila (1995), Parigi (1997), e soprattutto Roma (2000).
Nel 2001 è nominato vice-assistente ecclesiastico generale dell'Azione Cattolica Italiana.
Riconosciuto pastoralista, dal 2004 è presidente del Centro di orientamento pastorale nazionale.
È autore di diverse pubblicazioni, articolista in molte riviste pastorali e giornali di ispirazione cattolica per ragazzi e giovani.

### Ministero episcopale
Il 24 marzo 2005 papa Giovanni Paolo II lo nomina vescovo di Palestrina; succede ad Eduardo Davino, dimessosi per raggiunti limiti di età. Il 15 maggio successivo riceve l'ordinazione episcopale, in piazza Regina Margherita a Palestrina, dal cardinale Camillo Ruini, co-consacranti i vescovi Eduardo Davino e Giulio Sanguineti. Durante la stessa celebrazione prende possesso della diocesi.
Il 3 novembre 2007 papa Benedetto XVI lo nomina assistente ecclesiastico generale dell'Azione Cattolica Italiana; il 3 novembre 2010 lo conferma nel medesimo incarico, che ricopre fino al 5 aprile 2014, quando gli succede Mansueto Bianchi, fino ad allora vescovo di Pistoia.
Il 6 settembre 2011, di ritorno dal santuario della Santissima Trinità di Vallepietra, presso cui si era recato in pellegrinaggio, scivola e precipita in un dirupo. Ricoverato al policlinico Agostino Gemelli di Roma, viene dimesso il 28 ottobre "in ottime condizioni di salute".
Il 31 luglio 2017 papa Francesco accoglie la sua rinuncia al governo pastorale della sede suburbicaria di Palestrina per raggiunti limiti d'età; gli succede Mauro Parmeggiani, vescovo di Tivoli, dapprima come amministratore apostolico e, dal 19 febbraio 2019, come vescovo, essendo state unite in persona episcopi le sedi di Tivoli e di Palestrina.
Ha ricoperto l'incarico di segretario della Commissione episcopale per le migrazioni della CEI.

## Genealogia episcopale
La genealogia episcopale è:
- Cardinale Scipione Rebiba
- Cardinale Giulio Antonio Santori
- Cardinale Girolamo Bernerio, O.P.
- Arcivescovo Galeazzo Sanvitale
- Cardinale Ludovico Ludovisi
- Cardinale Luigi Caetani
- Cardinale Ulderico Carpegna
- Cardinale Paluzzo Paluzzi Altieri degli Albertoni
- Papa Benedetto XIII
- Papa Benedetto XIV
- Papa Clemente XIII
- Cardinale Bernardino Giraud
- Cardinale Alessandro Mattei
- Cardinale Pietro Francesco Galleffi
- Cardinale Giacomo Filippo Fransoni
- Cardinale Carlo Sacconi
- Cardinale Edward Henry Howard
- Cardinale Mariano Rampolla del Tindaro
- Cardinale Gennaro Granito Pignatelli di Belmonte
- Cardinale Pietro Boetto, S.I.
- Cardinale Giuseppe Siri
- Cardinale Giacomo Lercaro
- Vescovo Gilberto Baroni
- Cardinale Camillo Ruini
- Vescovo Domenico Sigalini